# Zespół Marshalla-Smitha
Zespół Marshalla i Smitha (ang. Marshall-Smith syndrome) – bardzo rzadki zespół wad wrodzonych o nieznanej etiologii. Na fenotyp zespołu składają się zaawansowany wiek kostny, zwiększona długość noworodka, niechęć do ssania, charakterystyczny zestaw cech dysmorficznych twarzy: wydatne czoło, wytrzeszcz gałek ocznych (spowodowany płytkością oczodołów), mikrognacja, wklęsły grzbiet nosa, przodopochylenie nozdrzy, niebieskie twardówki, szerokie proksymalne i środkowe paliczki. Chorobę opisali w 1971 roku Marshall, Smith, Graham i Scott. Do 1993 roku opisano około 20 przypadków, do 2005 kolejne 13.